# Chimbote
Chimbote é uma cidade da costa central- norte do Peru, capital da Nueva Provincia de Santa , no extremo noroeste da Região de Ancash. Está localizada nas orelhas do Oceano Pacífico na baía El Ferrol, onde desemboca o Rio Santa.

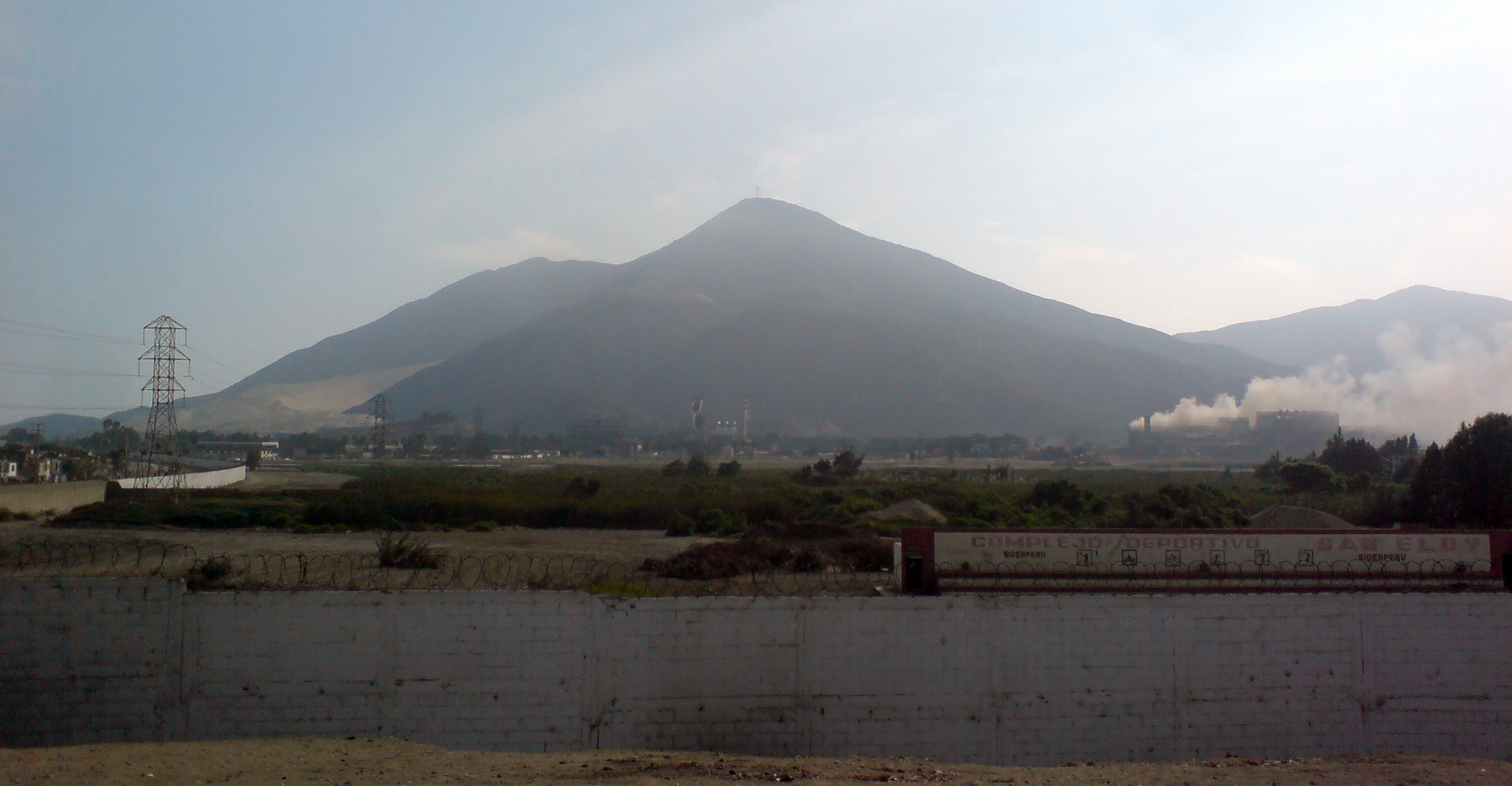
Chimbote, Peru.

A cidade de Chimbote, segundo o Instituto Nacional de Estatística e Informática, é a oitava cidade mais povoada do Peru, onde, em 2012, contava com uma população de 361.291 habitantes. 
Chimbote é conhecida por sua atividade portuária, além de ser importante sede para a indústria pesqueira e siderúrgica do país. Em meados do século XX, o porto de Chimbote chegou a ser o porto de pesca com a maior produção do mundo.